# Diaphus basileusi
Diaphus basileusi is een straalvinnige vissensoort uit de familie van lantaarnvissen (Myctophidae). De wetenschappelijke naam van de soort is voor het eerst geldig gepubliceerd in 1984 door Becker & Prut'ko.